# Volt
Voltul (simbol: V) este unitatea de măsură derivată în Sistemul Internațional pentru tensiunea electrică , tensiunea electromotoare și diferența de potențial. 
1 V este valoarea tensiunii de la capetele unui conductor care, străbătut de un curent de un amper, disipă o putere de un watt. În mod echivalent, pentru a transporta o sarcină electrică de un coulomb între două puncte cu diferența de potențial electric de un volt, se consumă (sau se obține, în funcție de sens) o energie electrică de un joule.
{\displaystyle {\mbox{V}}={\dfrac {\mbox{W}}{\mbox{A}}}={\dfrac {{\mbox{W}}\cdot {\mbox{s}}}{{\mbox{A}}\cdot {\mbox{s}}}}={\dfrac {\mbox{J}}{\mbox{C}}}={\dfrac {{\mbox{N}}\cdot {\mbox{m}}}{{\mbox{A}}\cdot {\mbox{s}}}}={\dfrac {{\mbox{kg}}\cdot {\mbox{m}}^{2}}{{\mbox{A}}\cdot {\mbox{s}}^{3}}}}
Este numit după marele fizician italian Alessandro Volta (1745–1827).